# Арвинд Кеджривал
Арвинд Кеджривал (на хинди: अरविंद केजरीवाल) е индийски политик от Партията на обикновения човек.

## Биография
Той е роден на 16 август 1968 година в Сивани, Харяна, в семейството на инженер. Завършва машинно инженерство в Индийския технически институт в Харагпур.
Работи в данъчната администрация. Става известен с участието си в обществени кампании за подобряване на достъпа до обществена информация и създаване на независима администрация за борба с корупцията.
През 2012 г. основава Партията на обикновения човек, която през следващата година изненадващо печели 40 % от местата в парламента на Столичната територия Делхи. През декември 2013 г. оглавява правителство на малцинството в Делхи, което пада няколко седмици по-късно.